# Леонтьєв Авангард Миколайович
Авангард Миколайович Леонтьєв (* 27 лютого 1947, Москва) — російський актор театру та кіно, педагог. Народний артист Росії (1995). Лауреат Державної премії Росії (1995).
Закінчив Школу-студію МХАТу ім. Чехова (1968, майстерня П. Масальського).
З 1968 р. — актор театру «Современник».

## Фільмографія
- 1974 — Мегрэ и старая дама
- 1974 — Смешные люди!
- 1979 — Кілька днів з життя Обломова — Алексеєв
- 1979 — Маленькі трагедії — Соломон
- 1980 — Таємниця Едвіна Друда — Едвін Друд
- 1981 — Всё наоборот
- 1981 — Переходный возраст — Аурел
- 1983 — Месье Ленуар, который… — Гійом
- 1984 — Один і без зброї
- 1984 — Межа можливого — Костянтин Голіков, робітник заводу, пізніше — інженер та вчений
- 1984 — Сказка о царе Салтане (мультфільм) — текст від автора
- 1987 — Подорож мсьє Перрішона
- 1987 — телеспектакль із серії «Этот фантастический мир». Випуск 12 — підсудний Персен
- 1987 — Очи чёрные — чиновник в Петербурге
- 1989 — СВ. Спальний вагон
- 1990 — Папуга, що говорить на їдиш
- 1994 — Стомлені сонцем — шофер півторатонки
- 1996 — Ревизор — Бобчинський, Добчинський
- 1999 — Сибірський цирульник — дядя Микола
- 2001 — Гражданин начальник (14–15 серії) — Ілля Ілліч Огородніков, адвокат
- 2005 — Примадонна — Отец Миледи
- 2005 — Есенин — Луначарський
- 2005 — Адъютанты любви — Павло I
- 2006 — Парк радянського періоду
- 2006 — Герой нашего времени (телесеріал) — доктор
- 2007 — Російська гра — Псой Стахіч Замухришкін, фальшивий чиновник
- 2007 — Подруга банкира — батько Міледі
- 2011 — Охотники за бриллиантами — Валентин Голованов, співробітник Гохрану/ Еммануїл Штерн, одеський ювелір
- 2014 — Сонячний удар — факір